# Миклашевский, Андрей Михайлович (1814)
Андрей Михайлович Миклашевский (1814—1905) — Екатеринославский губернский предводитель дворянства, тайный советник.

## Биография
Родился в Санкт-Петербурге 6 (18) августа 1814 года. Его отец — тайный советник, сенатор Михаил Павлович Миклашевский.
Учился вместе с М. Ю. Лермонтовым в московском благородном пансионе (до 1831) и в школе юнкеров. Окончив её в 1834 году, был выпущен подпрапорщиком в лейб-гвардии Измайловский полк; затем — прапорщик лейб-гвардии Егерского полка. В 1842 году в чине поручика уволен.
Служил в Министерстве внутренних дел: 1851 год — коллежский асессор; 1855 — коллежский советник, Новомосковский уездный предводитель дворянства. Был внесён в дворянскую родословную книгу 20 февраля 1840 года в семействе своего отца по Черниговской губернии, а указом Сената по департаменту герольдии от 31 августа 1856 года за № 5474 был утверждён в дворянстве.
С 1859 по 1862 годы — Екатеринославский губернский предводитель дворянства; с 23 апреля 1861 года — действительный статский советник. Жил в Харькове в собственном доме; вместе с женой и детьми по определению 28 января 1880 года был внесён в шестую часть дворянской родословной книги Харьковской губернии.
С 1861 года — действительный член Императорского общества сельского хозяйства Южной России.
Умер 2 (15) марта 1905 года в Екатеринославе, где и был похоронен.
В своих воспоминаниях (1884) А. М. Миклашевский идеализирует годы, проведенные в школе юнкеров.

## Семья
В апреле 1851 года женился на Марии Николаевне Наковлиной. Их дети: Михаил (12.03.1852—?) и Анастасия (15.04.1853—?), в замужестве Карцова. Дети были утверждены в дворянстве указом Сената 29 января 1860 года за № 1009.